# Ichiro Hosotani
Ichiro Hosotani (細谷 一郎, Hosotani Ichiro, né le 21 janvier 1946 à Préfecture de Hyogo au Japon) est un footballeur japonais.